# Plainville (Massachusetts)
Pour les articles homonymes, voir Plainville.
Plainville est une ville du Comté de Norfolk dans l’État du Massachusetts.
Elle a été incorporée en 1905.
Sa population était de 9 945 habitants en 2020.